# Witzkeit
Witzkeit (sprich „witzke-it“) ist ein sehr selten vorkommendes Mineral aus der Mineralklasse der „Sulfate (Selenate, Tellurate, Chromate, Molybdate und Wolframate)“ mit der chemischen Zusammensetzung Na4K4Ca(NO3)2(SO4)4·2H2O und damit chemisch gesehen ein wasserhaltiges Natrium-Kalium-Calcium-Nitrat-Sulfat.
Nach Darapskit, Ungemachit und Humberstonit ist Witzkeit erst das vierte bekannte Nitrat-Sulfat.
Witzkeit kristallisiert im monoklinen Kristallsystem, ist farblos und durchsichtig und konnte bisher nur in Form winziger, tafeliger Kristalle bis etwa 140 Mikrometern Länge gefunden werden. Diese zeigen eine deutliche Spaltbarkeit rechtwinklig zur c-Achse und einen glasähnlichen Glanz auf den Oberflächen.

## Etymologie und Geschichte
Erstmals entdeckt wurde Witzkeit im Guano-Bergbaugebiet am Punta de Lobos in der chilenischen Región de Tarapacá. Beschrieben wurde er 2011 durch Fabrizio Nestola, Fernando Cámara, Nikita V. Chukanov, Daniel Atencio, José M.V. Coutinho, Reynaldo R. Contreira Filho und Gunnar Färber, die das Mineral nach dem deutschen Mineralogen Thomas Witzke (* 1963) benannten, um dessen Beiträge zu mineralischen Umwandlungs- bzw. Verwitterungsprozessen und deren Produkte zu ehren, die zudem zur Erstbeschreibung zahlreicher neuer, hauptsächlich sekundärer Minerale führten.
Das Typmaterial des Minerals wird in der Mineralogischen Sammlung der geowissenschaftlichen Abteilung der Universität Padua in Italien aufbewahrt (Katalog-Nr. MMP M10009).

## Klassifikation
Witzkeit wurde erst 2011 als eigenständiges Mineral von der International Mineralogical Association (IMA) anerkannt und die Entdeckung erst 2012 publiziert. Eine genaue Gruppen-Zuordnung in der zuletzt 2009 aktualisierten 9. Auflage der Strunz’schen Mineralsystematik ist daher bisher nicht bekannt. Da das Mineral allerdings ein enger Verwandter von Darapskit, Humberstonit und Ungemachit ist, die aufgrund ihrer Zusammensetzung der Mineralklasse der „Sulfate (Selenate, Tellurate, Chromate, Molybdate und Wolframate)“ und dort in der Unterabteilung „Sulfate (Selenate usw.) mit zusätzlichen Anionen, mit H2O und großen bis mittelgroßen Kationen sowie zusätzlich NO3, CO3, B(OH)4, SiO4 oder IO3“ mit der Systemnummer 7.DG.05 bis 7.DG.10 zu finden sind, wird Witzkeit voraussichtlich ebenfalls dort einsortiert.
In der zuletzt 2018 überarbeiteten Lapis-Systematik nach Stefan Weiß, die formal auf der alten Systematik von Karl Hugo Strunz in der 8. Auflage basiert, erhielt das Mineral die System- und Mineralnummer VI/D.16-015. Dies entspricht der Klasse der „Sulfate, Chromate, Molybdate und Wolframate“ und dort der Abteilung „Wasserhaltige Sulfate, mit fremden Anionen“, wo Witzkeit zusammen mit Carlosruizit, Darapskit, Fuenzalidait, George-Ericksenit, Humberstonit, Klinoungemachit und Ungemachit eine unbenannte Gruppe mit der Systemnummer VI/D.16 bildet.
Die von der Mineraldatenbank „Mindat.org“ weitergeführte Strunz-Klassifikation ordnet den Witzkeit ebenfalls in die Abteilung der „Sulfate (Selenate usw.) mit zusätzlichen Anionen, mit H2O“ (englisch Sulfates (selenates, etc.) with additional anions, with H2O) und dort in die Unterabteilung „Mit großen bis mittelgroßen Kationen; mit NO3, CO3, B(OH)4, SiO4 oder IO3“ (englisch With large and medium-sized cations; with NO3, CO3, B(OH)4, SiO4 oder IO3). Hier ist er als einziges Mitglied in einer neu definierten, aber unbenannten Gruppe mit der Systemnummer 7.DG.60 zu finden.

## Kristallstruktur
Witzkeit kristallisiert in der monoklinen Raumgruppe C2/c (Raumgruppen-Nr. 15) mit den Gitterparametern a = 24,902(2) Å; b = 5,3323(4) Å; c = 17,246(1) Å und β = 94,281(7)° sowie 4 Formeleinheiten pro Elementarzelle.

## Eigenschaften
Witzkeit ist wasserlöslich, wobei er sich in kaltem Wasser nur langsam und in etwa 50 °C heißem Wasser etwas schneller löst.

## Bildung und Fundorte
Witzkeit bildete sich, vergesellschaftet mit Dittmarit und Nitronatrit, in der Oxidationszone des als Typlokalität benannten Guano-Bergbaugebietes am südöstlichen Hang des Punta de Lobos in Chile. Es ist auch der bisher einzige bekannte Fundort des Minerals (Stand 2024).